# Amiral Nevelskoï (055)
Le BDK-98 Amiral Nevelskoï (055) (russe : « Адмирал Невельской » (БДК-98)) est un navire de débarquement du projet 775/II (nom OTAN : classe Ropucha-II) en service dans la marine russe. Le navire porte le nom de Guennadi Nevelskoï, navigateur russe du XIXe siècle.

## Historique
En avril 2011, les BDK-98, Osliabia et Nikolaï Vilkov participent à un exercice conjoint avec la 155e brigade d'infanterie de marine de la Garde sur le terrain d'entraînement militaire de Bambourovo, dans le raïon de Khassan du kraï du Primorié.
Le 24 juillet 2011, lors d'une cérémonie au 33e quai de Vladivostok, le BDK-98 est renommé en l'honneur de l'amiral Guennadi Nevelskoï. La réunion s'est déroulée en présence du commandement de la flotte du Pacifique et des vétérans ayant servi sur le navire.
Le 23 janvier 2014, son commandant, le capitaine de 2e rang I. A. Akoulov, reçoit l'insigne commémoratif de l'Université d'État maritime de Nevelskoï.
Du 18 au 26 mai 2014, l'Amiral Nevelskoï et le Varyag, faisant partie d'un détachement de navires de la flotte du Pacifique sous le commandement du capitaine de 1er rang Sergueï Lipiline, participent à l'exercice russo-chinois « Coopération maritime-2014 ».